# Karabinek Survivor 357 MAG
Karabinek Survivor 357 MAG – amerykański jednostrzałowy karabinek survivalowy. Produkt firmy Harrington & Richardson.
Karabinek survivalowy Survivor 357 MAG jest dołączany do zestawów ratunkowych i survivalowych US Army. Ma pomóc żołnierzowi przetrwać w niesprzyjających warunkach. 
Survivor 357 MAG jest karabinkiem jednostrzałowym, posiada celownik krzywiznowy. Syntetyczna, stała kolba jest jednocześnie zasobnikiem na wyposażenie survivalowe. W chwycie przednim umieszczono rurowy zasobnik na amunicję. 
Opracowano także wersję kal. 5,56 mm (zasilany amunicją .223 Remington z szyną pod celownik optyczny (zamiast celownika krzywiznowego).